# Dan Frost
Dan Frost (n. 22 mai 1961, Frederiksberg, Danemarca) este un ciclist danez, medaliat olimpic. A participat la 3 ediții ale Jocurilor Olimpice (1984, 1988, 1992) în care a câștigat o medalie de aur.